# Болховский, Семён Никитич
Князь Семён Никитич Болховский — московский дворянин и воевода во времена правления Михаила Фёдоровича, Алексея Михайловича и Фёдора Алексеевича. Рюрикович в XXIII колене, из княжеского рода Болховские.
Единственный сын князя Никиты Фёдоровича Болховского.

## Биография
Из жильцов пожалован в стольники патриарха Филарета (1627). Патриарший стольник (1627-1629). На службе в Можайске в полку князя Дмитрия Мамстрюковича Черкасского, а потом в полку князя Дмитрия Михайловича Пожарского (1634). Дворянин московский (1636-1677). На Дедилове в полку князя Ивана Лобанова-Ростовского (1637). В Туле с князем Д.М. Черкасским (1639). Участвовал в приёме персидского посла (05 февраля 1639). Бил челом Государю за своего сына Фёдора о пожаловании его в жильцы (1641), тоже за сына Никиту (1647). На службе в Туле в полку князя Алексея Ивановича Воротынского (1642). С боярином Василием Петровичем Шереметьевым провожал датского королевича до Вязьмы и до литовского рубежа (1645).  На службе в Ливнах и Белгороде в полку князя Никиты Ивановича Одоевского, делал земляные валы (1646). Воевода в новом городе — Хотмыше, с назначением быть всходе с Бутурлиным (май 1647-1648). Воевода в Симбирске (1651). Состоял в числе посланных с Василием Васильевичем Бутурлиным к гетману Богдану Хмельницкому, для принятия Малороссии в подданство России (09 октября 1653).
В 1661—1663 годах воевода в Юрьевце, где возглавлял возведение Белого города.
Имел свой двор в Москве. Пожалован из поместья в вотчину в Нижегородском уезде (1668).
Имел трёх сыновей:
- князь Пётр Семёнович — стряпчий (1653-1676).
- князь Никита Семёнович — стряпчий (1658-1668).
- князь Фёдор Семёнович — по челобитной отца пожалован в жильцы (29 августа 1641).